# Fritz Bloch
Fritz Elieser Bloch (geboren 21. März 1903 in München; gestorben 1979 in Stuttgart) war ein deutscher Rabbiner.

## Leben
Fritz Bloch war ein Sohn des Kaufmanns Julius Bloch und der Eugenie Hochstädter. Er war als Jugendlicher Mitglied von Blau-Weiß München. Er absolvierte von 1922 bis 1926 eine Rabbinerausbildung am Jüdisch-Theologischen Seminar in Breslau und wurde 1926 an der Universität Breslau promoviert. Er leitete die Breslauer Misrachi-Wandergruppe. Er besuchte die Telsche Jeschiwa im litauischen Telšiai, die Jeschiwot im (seinerzeit) polnischen Mir und das Rabbinerseminar Berlin. 1931 heiratete er die 1904 in Nowy Dwór geborene Ärztin Anna Großwirth, sie hatten vier Kinder.
1932 wurde er als Bezirksrabbiner bei der Israelitischen Kultusgemeinde (IKG) in Aschaffenburg angestellt. Nach der Machtergreifung der Nationalsozialisten 1933 musste im Rahmen der Entrechtung von Juden eine jüdische Volksschule in Aschaffenburg eingerichtet werden, an der Bloch Lehrer wurde. Bloch war Vorsitzender des Talmud-Tora-Vereins und ab 1937 Vorsitzender des Ausschusses der (bayerischen) Bezirksrabbinate. Nach den Novemberpogromen 1938 emigrierte Bloch nach Palästina, wo er sich als Gewürzhändler durchschlug, bis er eine Anstellung im israelischen Finanzministerium fand.
Bloch kehrte 1953 nach Deutschland zurück und wurde in Stuttgart als Nachfolger Siegbert Neufelds Landesrabbiner von Württemberg-Hohenzollern und 1972 Landesrabbiner von Baden-Württemberg und war zeitweise Vorsitzender der Rabbinerkonferenz für die Bundesrepublik Deutschland. Bloch erhielt Lehraufträge für Jiddisch und für Geschichte des Judentums am Institutum Judaicum der Universität Tübingen.

## Schriften (Auswahl)
- Die Juden in Militsch. Ein Kapitel aus der Geschichte der Niederlassung von Juden in Schlesien. Breslau 1926
- Das Toratreue Judentum in Bayern vor der Zerstörung, in: Udim, 1970